# INNdiA
Singles de Inna
Crazy Sexy Wild
(2012)
INNdiA est une chanson de l'artiste roumaine Inna en collaboration vocale avec le trio roumain Play & Win sortie le 28 juin 2012. 3e single extrait du 3e album studio d'Inna. La chanson est écrite par les 3 membres Play & Win : Sebastian Barac, Marcel Botezan, Radu Bolfea et par Inna. INNdia est produit par Play & Win.

## Crédits et personnels
- Inna - Chanteuse, paroliere
- Play & Win – Chanteurs, paroliers, arrangement, production

## Liste des pistes
INNdiA (Remixes officiels)
1. INNdiA (Play & Win Radio Edit Version) [feat. Play & Win] - 3:37
2. INNdiA (Ciprian Robu Dubstep Remix) [feat. Play & Win] - 3:13
3. INNdiA (DJ Turtle Radio Edit) [feat. Play & Win] - 3:52
4. INNdiA (DJ Turtle Club Remix) [feat. Play & Win] - 5:23
5. INNdiA (Fork'n'Knife Remix) [feat. Play & Win] - 5:35
6. INNdiA (Salvatore Ganacci Remix) [feat. Play & Win] - 3:48
7. INNdiA (Tony Zampa Remix) [feat. Play & Win] - 5:00

## Classement par pays
| Classement (2012)           | Meilleure position |
| --------------------------- | ------------------ |
| Roumanie (Romanian Top 100) | 10                 |